# Bělá (powiat Pelhřimov)
Bělá – gmina w Czechach, w powiecie Pelhřimov, w kraju Wysoczyna.
1 stycznia 2017 gminę zamieszkiwało 57 osób, a ich średni wiek wynosił 42,1 roku.